# Амби

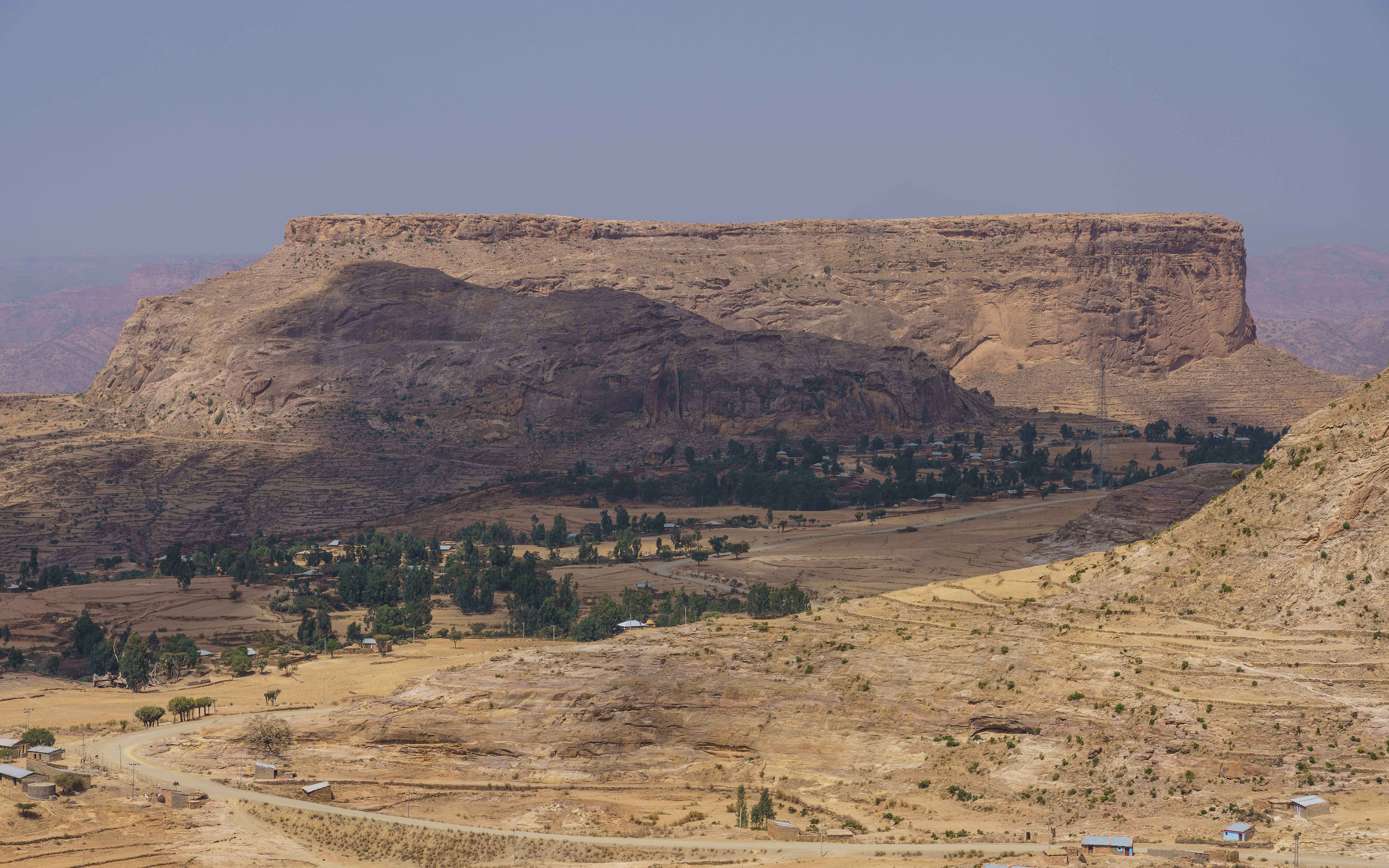

А́мби — назва плосковершинних височин і столових гір в Ефіопії. Вони переважно складені з горизонтально залягаючих пісковиків і покривів базальту, що й зумовлює плосковершинну форму гір. 
Висота амб досягає 4 500 м.